# Collar-and-elbow
Collar-and-elbow (lit. gola e cotovelo) é um estilo de wrestling tradicional nativo da Irlanda, que pode ser rastreado até o século XVII, mas tem laços com os Jogos da Tailtinn entre 632 a.C. e 1169 d.C. Embora originário da Irlanda, o estilo floresceu nos Estados Unidos. O estilo é frequentemente comparado ao catch wrestling, gouren e judô. 